# Fehlfärbungen von Wildtieren
Fehlfärbungen von Tieren sind selten vorkommende, vom genetischen Code abweichende Färbungen von Wildtieren. Die Farbpalette reicht dabei von vollständigem Weiß über Farben wie Blau und Gold bis zu Schwarz.

## Entstehung von Fehlfärbungen
Die meisten Fehlfärbungen, wie die bekanntesten, Albinismus, Leuzismus und Melanismus sind genetisch bedingt und Folge eines genetischen Fehlers. Andere seltene Verfärbungen können umweltbedingt sein oder dadurch verstärkt werden. Dies stellt einen Gegensatz zum Polymorphismus dar, der durch mehrere verschiedene Genvarianten hervorgerufen wird. Das führt im Fall mancher Arten, insbesondere bei Mäusebussarden, zu einer variierenden Färbung, die keine Fehlfärbung darstellt, obwohl auch sie Folge einer vererbten Mutation ist. (Fehlfärbungen durch Polymorphismus werden in diesem Artikel nicht behandelt, es geht um seltene und nicht natürliche (oder als natürlich angenommene) Fehlfärbungen). In der Tierzucht, zum Beispiel bei Gänsen oder Tigern, wird oft Inzucht herbeigeführt, um die gewünschte Färbung in der Population zu vermehren, was dann gesundheitliche Folgen für die Tiere haben kann. Auch Krankheiten können die Ursache für Verfärbungen sein, zum Beispiel bei Erkrankungen der inneren Organe von Papageien und Wellensittichen.

## Farbstoffe und Färbungsmechanismen für Fell-, Haut, Schuppen- und Gefiederfärbung
Man unterscheidet zwischen Pigment- und Strukturfarben. Pigmentfarben werden durch Farbstoffe hervorgerufen, Strukturfarben durch Reflexion und Lichtbrechung in bestimmten Strukturen der Zellen.

### Säugetiere
- Eumelanin (schwarz)
- Phaeomelanin (gelblich bis rötlich)
- Nutzen des Tyndall-Effekts (Himmelblau, beim Mandrill)
- Keratin (weiß)[6]

### Vögel
- Eumelanin (schwarz, grau, dunkelbraun)
- Phaeomelanin (mittel- bis gelbbraun, rotbraun)
- Carotinoide (Gelb, Orange, Rot), dazu gehören auch Lutein, Fucoxanthin und Canthaxanthin
- Psittacine oder Psittacofulvin (gelb, nur bei Papageien) sind modifizierte Carotinoide, dazu gehört auch Kanarienxanthophyll
- Luftbläschen im Gefieder bilden schillerndes Blau und Lila ohne Pigmente – deshalb ist Blau bei Vögeln eine Strukturfarbe
- Nutzen des Tyndall-Effekts (nicht schillerndes Blau)
- Psittacin + Luftbläschen (grün, bei Papageien), sonst Carotinoide + Luftbläschen - Strukturfarbe
- Turacin (rot, bei Turacos)
- Rhodopsin (tiefrot, beim Samtkotinga und der Purpurbrust-Fruchttaube)
- Keratin (weiß)[6][7][1][8]

### Reptilien
- Melaninzellen (dunkle Färbung) lassen sich bei manchen Echsen zusammenziehen, um die Körperfarbe zu erhellen
- Chromatophoren (Pigmentzellen für Rot und Gelb)
- Guanophoren (Pigmentzellen für Blau) erzeugen mithilfe von Guanin die Strukturfarbe Blau
- Nutzen des Tyndall-Effekts (himmelblau)
- Kombination aus Blau und Gelb ergibt die Strukturfarbe Grün
- Keratin (weiß)[6][9]

### Amphibien
- Melanin (Braun bis Schwarz)
- Pteridine (Gelb), dazu zählt auch Drosopterin
- Carotinoide (Orange bis Rot)
- Nutzen des Tyndall-Effekts (himmelblau, in Kombination mit Gelb Grün)[6][10]

### Fische
- Melanine (Dunkel bis Schwarz)
- Carotinoide (rot), dazu gehören auch Betacarotin und Lutein
- Pteridine, dazu gehört auch das Drosopterin (bei Guppys)
- Purine, zu denen auch das Guanin zählt, erzeugen Strukturfarben[11]

### Insekten
- Carotinoide (gelb bis rot), dazu zählen Alphacarotin, Betacarotin und Lycopin
- Pteridine (weiß bis hellgelb), dazu zählen Drosopterin, Erythropterin, Isoxantheroptin, Lepidopterin, Leucopterin, Luciopterin und Xanthopterin
- Papiliochrome (blassgelb)
- Flavonoide (weiß und gelb)
- Gallenfarbstoffe (grün und himmelblau), wie Pterobilin und Biliverdin
- Biliproteine (Blau, in Kombination mit Gelb Grün), wie Insecticyanin
- Ommochrome (gelbbraun, braun und rot), dazu zählen Xanthommatin und Ommatin D
- Anthrachinonfarbstoffe, dazu zählen Karminsäure, Kermessäure und Laccainsäuren
- Melanine (braun und schwarz)
- spezielle Schuppen (Schmetterlinge) sorgen für die Strukturfarbe blau
- speziell angeordnete Chromatophoren (Farbzellen, die Carotinoide und Pteridine enthalten) sorgen bei Libellen für grüne Farbtöne
- Nutzen des Tyndall-Effekts (himmelblau)
- Nanostrukturen (weiß)[6][12]

### Haustiere und Wildtiere
Dieser Artikel behandelt Fehl- oder Spezialfärbungen von Wildtieren. Bei Haustieren wie Katzen, Hunden, Wellensittichen, Haustauben, Hausgänsen oder Hausenten kommen häufig abweichende Färbungen vor, weil diese Arten speziell auf bestimmte Merkmale gezüchtet wurden. Daher gibt es ein breites Spektrum an häufigen Farben und auch weggezüchtete Färbungen können wieder zum Vorschein kommen. Auch Wildtiere wie Enten und Straßentauben können durch natürliches Einkreuzen von Haustieren besondere Färbungen erhalten, diese sind auch nicht Teil dieses Artikels.

## Fehlfärbungen

### Albinismus
Albinismus ist eine seltene Erbkrankheit, die rezessiv vererbt wird, und hat zur Ursache, dass betroffe Individuen ganz oder fast ganz weiß sind, weil der Körper keine Melanine (dunkle Farbpigmente) herstellen kann. Da auch die Augenfarbe fehlt, haben Albinos meist rote Augen. Albinos findet man in der Natur nur selten, da sie schlecht getarnt sind und mit dem Albinismus teilweise auch andere Erkrankungen einhergehen.

### Leuzismus
Leuzismus ist eine Fell- oder Gefiederfehlfärbung, die häufig bei Vögeln auftritt. Die Ursache ist auch ein Gendefekt, der aber nicht mit Albinismus gleichzusetzen ist. Denn bei Leuzismus sind oft nur Teile der Tiere ohne Pigmente und selbst wenn das Tier ganz weiß ist, sind die Augen normal gefärbt. Auch leuzistische Tiere haben eine geringere Chance in der Natur zu überleben, weshalb man zum Beispiel Amseln mit weißen Federn meist nur in Städten findet. Der Unterschied zum Albinismus ist auch, dass das Melanin zwar hergestellt werden kann, aber partiell nicht von den produzierenden Zellen in die zu färbenden Zellen transportiert werden kann.

### Ausbleichen
Beim fortschreitenden Ausbleichen von Vögeln, handelt es sich wie beim Leuzismus um das partielle Fehlen von Melanin, das aber erst mit der Zeit auftritt und sich dann ausbreitet. Eine andere Form des Ausbleichens ist der Braune Typus, der durch das Fehlen des Eumelanins erzeugt wird. Infolgedessen ist die Färbung nicht schwarz, sondern dunkelbraun und blasst unter Sonneneinstrahlung über Cremeweiß zu Weiß aus. Das reversible Ausbleichen ist ein unregelmäßiges Ausbleichen, das durch äußere Einflüsse, wie schlechte Ernährung bedingt ist.

### Melanismus
Beim Melanismus wird zu viel Melanin produziert, was generell eine deutlich dunklere Färbung zur Folge hat. Bei Vögeln unterscheidet man zwischen zwei Arten, je nach überproduziertem Melanin. Beim schwarzen Typ wird zu viel Eumelanin produziert, was eine komplette oder teilweise Schwarzfärbung zur Folge hat. Beim rotbraunen Typ wird zu viel Phaeomelanin produziert, was eine komplette oder teilweise Rotbraunfärbung zur Folge hat.

### Dilution
Unter Dilution versteht man die durch Reduzierung eines der, oder beider Melanine erzeugte verblasste Fehlfärbung bei Vögeln. Zur Dilution zählt auch der Schizochromismus, eine Extremform, bei der eines der beiden Melanine komplett fehlt. Bei der Form Isabell ist nur das Eumelanin mäßig reduziert, das Phaeomelanin wird normal produziert. Das hat zur Folge, dass schwarz zu grau wird, während rotbraun und beige normal bleiben. Bei der Form Pastell sind beide Melanine mäßig reduziert, was zur Folge hat, dass schwarz zu grau und rotbraun zu beige und ähnlichen Farben wird.

### Flavismus
Flavismus ist eine Fehlfärbung, die mit der Farbe gelb zusammenhängt. Dabei liegt eine Störung des gelben (oder für gelbliche Färbung verantwortlichen) Farbstoffs vor, die unter anderem eine Gelbbraunfärbung des Gefieders von Vögeln und der Iris zur Folge hat. Bei Katzen gibt es eine andere Form der Gelbfärbung, die Rufismus (früher auch Flavismus) genannt wird und bei der ein Rot ins Gelb ausbleicht.

### Ino
Bei dieser Form der Fehlfärbung von Vögeln sind beide Melanine stark reduziert. In der Folge ist rotbraun (Phaeomelanin) kaum und Schwarz (Eumelanin) nur blass oder braun bis beige zu sehen, wozu kommt, dass das Gefieder dadurch langsam ausbleicht. Besonders häufig ist sie bei Wellensittichen, denen Blau und Schwarz fehlt. Allerdings können die Fehlfärbungen noch andere Auswirkungen, wie Luteinismus (Gold-Orangefärbung) haben. Bei der Wellensittichzucht werden Vögel ohne Melanin, also Albinos (Weiß) und Lutinos (Gelb), als Inos bezeichnet.

## Artbezogene Fehlfärbungen

### Weiße Tiger und Geistertiger
Weiße Tiger sind immer Königstiger mit einer rezessiven Genmutation, weshalb sie in freier Wildbahn sehr selten sind und seit 1958 nicht mehr gesichtet wurden. Die Mutation hat eine weiße Färbung mit den normalen schwarzen Streifen und blaue Augen zur Folge. Da allerdings vermutlich alle in Gefangenschaft lebenden Weißen Königstiger von einem 1951 gefangenen Exemplar abstammen, leiden die meisten Weißen Tiger an den Folgen von Inzucht. Geistertiger sind gänzlich weiße Tiger ohne die dunklen Streifen, aber auch keine Albinos. Sie sind noch viel seltener als Weiße Tiger. In die Linien der weißen und Geistertiger wurden auch sibirische Tiger eingekreuzt. Beide Varianten werden öfter als Weiße Tiger oder Schneetiger bezeichnet.

### Goldene Tiger
Goldene Tiger sind einer Form der Fehlfärbung von Königstigern. Dabei ist das Fell gelb bis goldgelb mit blasseren hellbraunen Streifen und weicher als das von normalen Königstigern. Für die Färbung, wegen der man die Tiger auch Golden Tabbys nennt, ist ein rezessives Gen, das nur bei Königstigern vorkommt, verantwortlich. Goldene Tiger sind nur aus der Gefangenschaft bekannt. Goldene Tiger haben auch das Gen für Weiße Tiger und weiße Beine und Bauch.

### Königsgepard
Der Königsgepard ist farblich veränderte Form des Geparden, die bei allen Unterarten vorkommen kann. Beim Königsgeparden sind die einzelnen Flecken zu Streifen verschmolzen, was die Folge einer Genmutation ist, die rezessiv vererbt wird. Er galt bis 1975 als nicht existent oder umstritten.

### Schwarzer Panther
Obwohl oft so angenommen, ist der Schwarze Panther keine eigene Tierart. Schwarze Panther sind entweder melanistische Leoparden oder melanistische Jaguare. Die Ursache ist eine Genmutation, die weitervererbt wird und eine schwarze Färbung mit schwach erkennbaren Flecken zur Folge hat. Das betreffende Gen ist beim Leoparden rezessiv, sodass schwarze Leoparden sehr selten sind. Beim Jaguar ist es dominant, sodass circa 50 Prozent der Jaguare schwarz sind. Das verantwortliche Melanin ist Eumelanin.

### Rotgescheckter Graupapagei
Wenn Graupapageien ein Leberproblem oder eine Fehlernährung haben, wachsen ihnen am Bauch nach der Mauser rote Federn, die sich immer weiter vermehren. Außerdem haben betroffene Vögel oft eine Hyperkeratose, das heißt, sehr schuppige Haut und Schnabel, weil zu viel Hornsubstanz gebildet wird.

## Unbestätigte Verfärbungen

### Maltesische Tiger
Unter maltesischen Tigern versteht man Tiger, die blaugrau gefärbt sind. Diese Fehlfärbung ist unbewiesen und soll nur bei Südchinesischen Tigern, vornehmlich in der Provinz Fujian vorkommen. Da die Südchinesischen Tiger in der freien Wildbahn vermutlich ausgestorben sind, sind womöglich auch die Gene für eine Blaufärbung verschwunden. Den Namen haben die Maltesischen Tiger aus Katzenzucht, wo blaugraue Katzen als maltesisch bezeichnet werden, da auf Malta besonders viele solche Katzen vorkommen. Die Maltesischen Tiger könnten auch ein Grund für die vielen blauen Tiger der chinesischen Mythologie sein. Maltesische Tiger sind Kryptide und fallen somit in die Kryptozoologie.

### Marozi
Der Marozi ist eine unbestätigte Form des Löwen, die in den Bergen von Kenia leben soll und ein geflecktes Fell hat. Da die Existenz nicht bewiesen ist, ist der Marozi ein Kryptid. Sichtungen könnten auf Leoparden oder Leoparden x Löwen zurückzuführen sein, aber einige glauben nicht nur an eine besondere Färbung, sondern sogar an eine neue Art, den Waldlöwen. Angeblich gibt es sogar ein paar Felle von geschossenen Marozis.

### Schwarzer Puma
Während Schwarze Panther sehr bekannt und verbreitet sind, werden nur sehr selten schwarze Pumas gesichtet. Gemeinhin werden schwarze Pumas als unmöglich angesehen, da ihnen das Eumelanin für schwarze Farbe fehlt, offiziell gibt es daher keine schwarzen Pumas und sie gelten als Kryptid. Wenn sich herausstellen sollte, dass sie existieren, ist wahrscheinlich eine seltene Melanismus-Mutation die Ursache. Eine Erklärung könnten auch Fischermarder, schwarze Jaguare, melanistische Luchse oder entlaufene Panther sein. Auch als „schwarzer Puma“ gilt der unbekannte Jaguarete aus Mexiko. Im 19. Jahrhundert soll es einen schwarzen Puma in einem Londoner Zoo gegeben haben.